# Izurdiaga
Izurdiaga es una localidad y un concejo de la Comunidad Foral de Navarra (España) del municipio de Araquil, situado en la Merindad de Pamplona, en la comarca de La Barranca y a 22 km de la capital de la comunidad, Pamplona. Su población en 2014 fue de 168 habitantes (INE), su superficie es de 4,29 km² y su densidad de población es de 39,16 hab/km².

## Geografía física

### Situación
La localidad de Izurdiaga está situada en la parte occidental del municipio de Araquil a una altitud de 464 m s. n. m. Su término concejil tiene una superficie de 4,29 km² y limita al norte con los concejos de Echarren, Echeverri y el municipio de Irurzun; al este con el término de Aizcorbe y el concejo de Gulina en el municipio de Iza; al sur con el de Erroz y al oeste con el de Urrizola.

## Demografía

### Evolución de la población
| Gráfica de evolución demográfica de Izurdiaga entre 2000 y 2009 |
|                                                                 |
| Datos según el nomenclátor publicados por el INE.               |